# なかむら治彦
なかむら 治彦（なかむら はるひこ、1962年8月17日 - ）は、漫画家、作家、落語脚本家。福岡県生まれ、愛知県稲沢市在住。AB型。「なかむら治彦」は本名ではない（後述）。落語脚本を書くときは、「尾張家はじめ」を名乗る。

## 経歴
『月刊OUT』の読者コーナー「私立さくま学園」の常連投稿者であった関係から、同コーナーのライターであったさくまあきらの創刊した新人漫画家発掘雑誌『マンガハウス』の創刊号に掲載した『ドラゴンズは負けない』でデビューした。その後も同誌や、リニューアル後の『プルプル』で4コマ漫画を執筆していた。さくまより「中村治彦」のペンネームをもらい、のち1987年より表記を「なかむら治彦」に改名。
マンガハウスの常連執筆者時代は愛知学院大学に通いながら活動していたが、交通事故による負傷を理由に中退。『プルプル』の廃刊後、師事していたさくまがゲーム製作に転向したため、独立して上京。
上京後は野球4コマ漫画家とフリーライターの仕事を掛け持ちする。『まんがスポーツ』（芳文社）、『まんがパロ野球ニュース』（竹書房）などに中日ドラゴンズを題材とした連載を持つ。
1996年、さくまの紹介で『週刊少年ジャンプ』の読者コーナー『ジャンポスト』の構成を担当するも半年で終了。
1998年、第一回「新作落語大賞」（主催：落語王）に創作落語『悪党の街角』で応募、大賞受賞（「なかむら治彦」名義）。表彰式・記念公演で受賞作を演じたのは春風亭昇太。
2012年、日本落画家協会（代表ウノ・カマキリ）参加。
2013年、愛知に帰郷。地元タウン誌の編集長の仕事を経て、似顔絵の講師をする傍ら、パズル作家・落語作家としても活動。
2015年の新生開場以降、大須演芸場場内になかむらを含めた日本落画家協会所属のイラストが展示されている。
2023年7月より、なかむらのオリジナルイラストが入った大須演芸場オリジナルトートバックとTシャツが場内で販売されている。

## 作風
本人は自身の職業について、「一時『出版系自由業者』と名乗っていたけど、出版業界が下火になり、最近は『4コママンガ家』とか『似顔絵マンガ家』とか名乗ることが多い。本当は『ギャグ屋』と名乗りたいが、機会も無ければ相応しい場所も無い。」と語っている。また主に中日ドラゴンズが主役のプロ野球関係の4コマ漫画作品を書くが、ドラゴンズファンのあまり、原稿のすすみ方がドラゴンズの勝ち負けによって変ってくるほどだ（本人曰く「なかむらの法則」）とも語っている。

## 主な作品
- ドラゴンズは負けない（『マンガハウス』掲載） - 漫画作品としての実質上のデビュー作。
- ドラ画報（『月刊ドラゴンズ』連載）
- プロ野球ギャグ100連発!（みのり書房）
- プロ野球ギャグ200勝!!（同上）
初出が芳文社『まんがスポーツ』であるものが多い。全3巻シリーズの予定であったが、出版社の倒産により3巻目は発売されなかった。
- ワリカン（みのり書房） - 小平小平と半分ずつページを分け合った変則アンソロジー形式の単行本
- やっとかめでGO!!（『まんがパロ野球ニュース』で連載、単行本全2巻）
- プロ野球なんでもカルト講座（『まんがパロ野球ニュース』連載）
- 大名古屋語辞典（清水義範と共著） - なお、先述の『やっとかめでGO!!』でも名古屋関連の事典コーナーを設けていた。
- やっとかめ!大名古屋語辞典（清水義範との共著）
- 竜党あっぱれ計画（東京中日スポーツ連載）
- ドラまちっく球団史 - 中日ドラゴンズの歴史を紹介した漫画。さくまあきらのウェブサイト『月刊デジタルさくまにあ』で連載。後に自身のウェブサイトに転載。
- 夢月亭清麿『夢月亭の炊き立てゴハン』（東京かわら版） タイトルイラスト
- 落語まんが寄席（新星出版社）
- まちがいさがしキング（インフォレスト株式会社） - 落語やスポーツなどに関する4コマ漫画のまちがい探しイラスト。
- 名古屋学８（新潮文庫、著作：岩中祥史）本文・扉絵イラスト
- 瑞穂天国→豊スタ天国（中日新聞社『月刊グラン』連載） - 名古屋グランパスが題材。2021年3月号より改題。
- 漢字道寄席（マイナビ出版『漢字道』連載）

## 脚註
1. 1 2 3  “略歴”.   なかむら記念館 新館. 2022年3月4日閲覧。
2. ↑  “愛知県稲沢市 尾張家はじめの地域編集長ページ”.   ウォーカープラス. 2015年10月15日時点のオリジナルよりアーカイブ。2015年10月7日閲覧。
3. ↑  “全仕事一覧”.   なかむら記念館 新館. 2022-13-04閲覧。 エラー: 閲覧日が正しく記入されていません。（説明）
4. ↑  『マンガハウス（1）』 花伝社、1984年、pp.132-139
5. ↑  大友浩 編『東京かわら版 1998年7月号　今月のインタビュー　なかむら治彦・渡辺敏正』東京かわら版。
6. ↑  清水義範『やっとかめ! 大名古屋語辞典』